# Eutaenia trifasciella
Eutaenia trifasciella är en skalbaggsart som först beskrevs av White 1850.  Eutaenia trifasciella ingår i släktet Eutaenia och familjen långhorningar.
Artens utbredningsområde är:
- Laos.
- Taiwan.

Inga underarter finns listade i Catalogue of Life.